# انتولکا (استان لهستان کوچک‌تر)
انتولکا (استان لهستان کوچک‌تر) (به لهستانی:  Antolka) یک روستا در لهستان است که در گمینا کشانژ ویلکی واقع شده‌است. انتولکا ۳۱۰ نفر جمعیت دارد.